# Вілья-де-Масо
Вілья-де-Масо (ісп. Villa de Mazo) — муніципалітет в Іспанії, у складі автономної спільноти Канарські острови, у провінції Санта-Крус-де-Тенерифе, на острові Ла-Пальма. Населення — 4955 осіб (2010).
Муніципалітет розташований на відстані близько 1770 км на південний захід від Мадрида, 110 км на північний захід від Санта-Крус-де-Тенерифе.
На території муніципалітету розташовані такі населені пункти: (дані про населення за 2010 рік)
- Кальєхонес: 348 осіб
- Лодеро: 443 особи
- Ломо-Оскуро: 262 особи
- Мальпаїсес (Арріба): 161 особа
- Монте: 160 осіб
- Монте-де-Бренья: 516 осіб
- Монте-де-Луна: 385 осіб
- Монте-де-Пуебло: 234 особи
- Полеаль: 108 осіб
- Ель-Пуебло: 584 особи
- Ла-Роса: 363 особи
- Ла-Сабіна: 306 осіб
- Сан-Сімон: 192 особи
- Тігалате: 328 осіб
- Тігерорте: 245 осіб
- Мальпаїсес (Абахо): 320 осіб

## Демографія
Динаміка населення (INE ):

## Галерея зображень

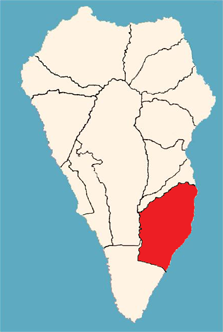
Розташування муніципалітету на острові Ла-Пальма
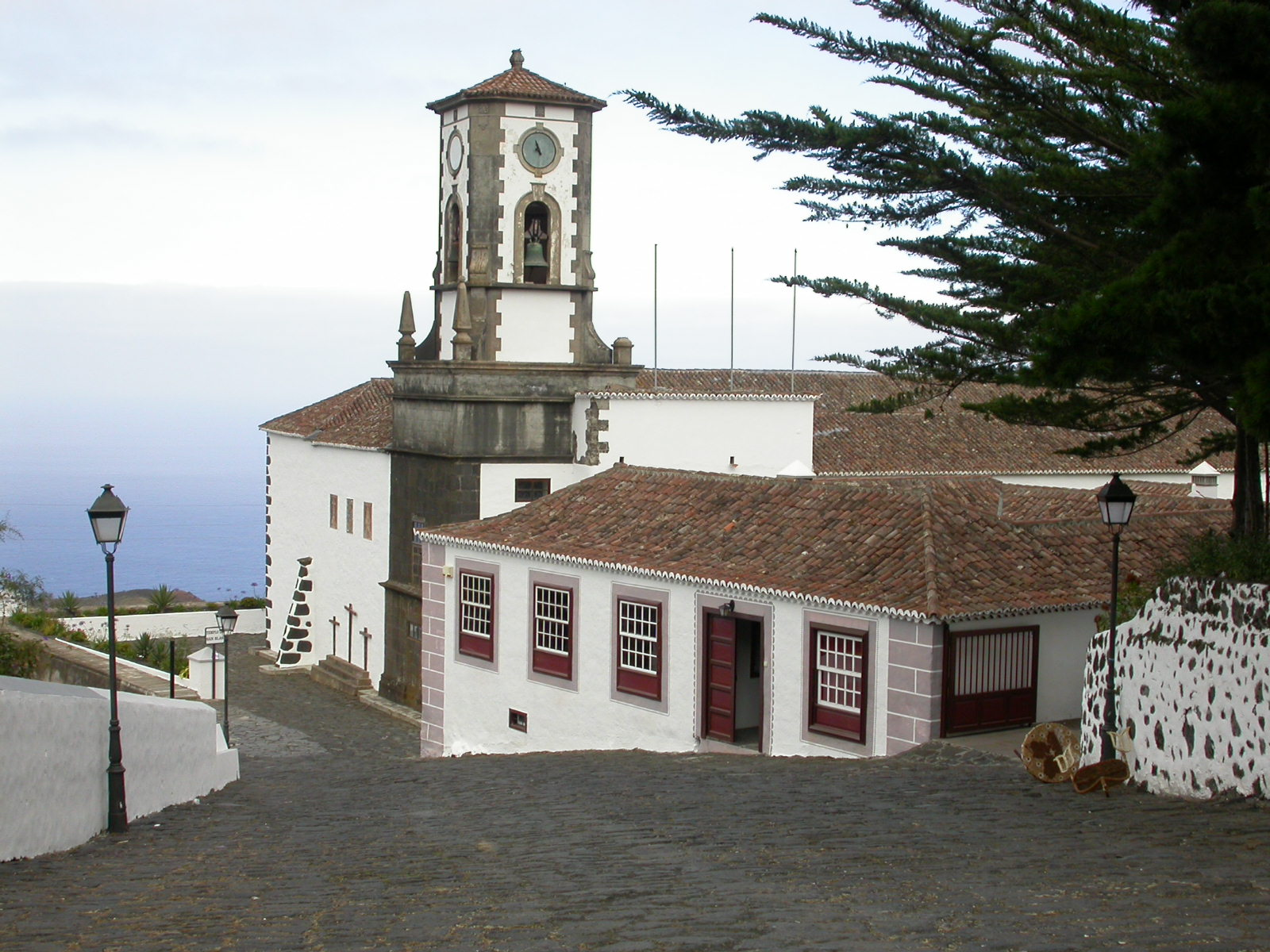
Церква Сан-Блас